# Nicolás de Ovando
Nicolás de Ovando y Cáceres (Brozas (o Cáceres), 1451 o 1460 - Sevilla, 29 de mayo de 1511) fue gobernador y administrador colonial de La Española desde el 15 de abril de 1502 hasta el 10 de julio de 1509, sucediendo en el cargo a Francisco Fernández de Bobadilla.

## Familia
Nicolás de Ovando y Cáceres era hijo segundo de Diego Fernández de Cáceres y Ovando, que creció y aprendió el arte militar en casa de Juan II de Aragón, Fue señor del solar del Alcázar Viejo, cuyo sitio fue concedido de jure por Enrique IV de Castilla por real cédula de 16 de julio de 1473, «famoso capitán» de dicho rey y de los Reyes Católicos desde 1475, alcaide de Benquerencia y de Monleón, donde falleció en 1487, habiendo testado el 2 de febrero. La madre de Nicolás de Ovando, Isabel Flores de las Varillas, dama de la reina Isabel I de Castilla fue la primera esposa de Diego Fernández de Cáceres y Ovando. Era hija de Rodrigo Flores de las Varillas y de su esposa María Esteban Tejado de Paredes.
Su hermano primogénito fue Diego de Cáceres y Ovando, II señor de la Casa de las Cigüeñas en la plaza de San Mateo de Cáceres, en la que sucedió en 1487. Casó con Francisca de Mendoza y Vera, hermana de Diego de Vera y Mendoza, III señor de Don Tello, e hija de Juan de Vera, II señor de Don Tello, y de su esposa Juana de Sandoval y Mendoza. Era nieto paterno de Fernán Blázquez de Cáceres y Mogollón, que otorgó testamento en Cáceres en 1443, y de su esposa Leonor Alfón de Ovando.

## Biografía

Escudo de Nicolás de Ovando, cuartado de Ovando, Flores, Mogollón y Gutiérrez, puesto sobre la cruz de la Orden de Alcántara

Ingresó como caballero profeso en la Orden de Alcántara; de aquí su título de «frey». Llegó a ser comendador de Lares y, posteriormente, comendador mayor. Usó, por tanto, su blasón de armas, cuartado de Ovando, Flores, Mogollón y Gutiérrez, puesto sobre la cruz de la Orden de Alcántara.
Fundó los pueblos de Buenaventura, Puerto Real, Lares de Guayaná, Santa Cruz de Icayagua del Seybo, Cotuí, Yáquimo y Puerto Plata. Trasladó y reconstruyó la ciudad de Santo Domingo, además de fundar conventos y promover la agricultura.

### Expedición a La Española
El 13 de febrero de 1502 partió de España con 32 embarcaciones, siendo la flota de embarcaciones más grande con destino hacia el continente americano. Se embarcaron en total unos 2500 colonizadores, y a diferencia de Cristóbal Colón, este grupo de colonizadores fue elegido al azar[cita requerida] para representar a la sociedad española en el Nuevo Mundo. Fue la primera gran armada colonizadora, financiada fundamentalmente con capital privado, aunque también la Corona participó, sobre todo en tareas organizativas. El plan de Ovando, trazado por los Reyes Católicos, era desarrollar tanto la economía básica de La Española como establecer las estructuras políticas, sociales, religiosas y administrativas de la colonia.

Isla La Española, ubicada en el Mar Caribe.

Con él también viajó Francisco Pizarro, quien más tarde exploraría la región occidental de América del Sur y conquistaría el Imperio inca. Así mismo, en otra embarcación del mismo viaje estaba Bartolomé de las Casas, más tarde conocido como "el Protector de los Indios".
Este es el retrato que de él hace el obispo de Chiapas, en su Historia de Indias: "Era mediano de cuerpo, y la barba muy rubia o bermeja; tenía y mostraba grande autoridad, amigo de justicia; era honestísimo en su persona en obras y palabras, de codicia y avaricia muy grande enemigo, y no pareció faltarle humildad, que es esmalte de las virtudes; y, dejado que lo mostraba en todos sus actos exteriores, en el regimiento de su casa, con su comer y vestir, hablas familiares y públicas, guardando siempre su gravedad y autoridad, mostrólo asimismo, en que después que le trajeron la Encomienda Mayor, nunca jamás consintió que le dijese alguno señoría... Este caballero era varón prudentísimo y digno de gobernar mucha gente, pero no indios, porque con su gobernación inestimables daños, como abajo parecerá, les hizo".

### Administración en La Española
Cuando Nicolás de Ovando llegó al Nuevo Mundo el 15 de abril, se encontró con que la población nativa se hallaba en estado de rebelión. Dicha rebelión fue sofocada a través de una serie de campañas sangrientas. Así, en 1503 ordenó ahorcar a la cacique taína Anacaona. Una serie de epidemias redujeron la población de La Española: cuando Cristóbal Colón llegó a aquella isla, en 1492, se cree que era habitada por casi 500 000 personas (aunque el padre Las Casas afirmaba que eran entre uno y dos millones). Sin embargo, de acuerdo al censo tomado en 1507, los nativos habían sido reducidos a tan solo 60 000 habitantes.

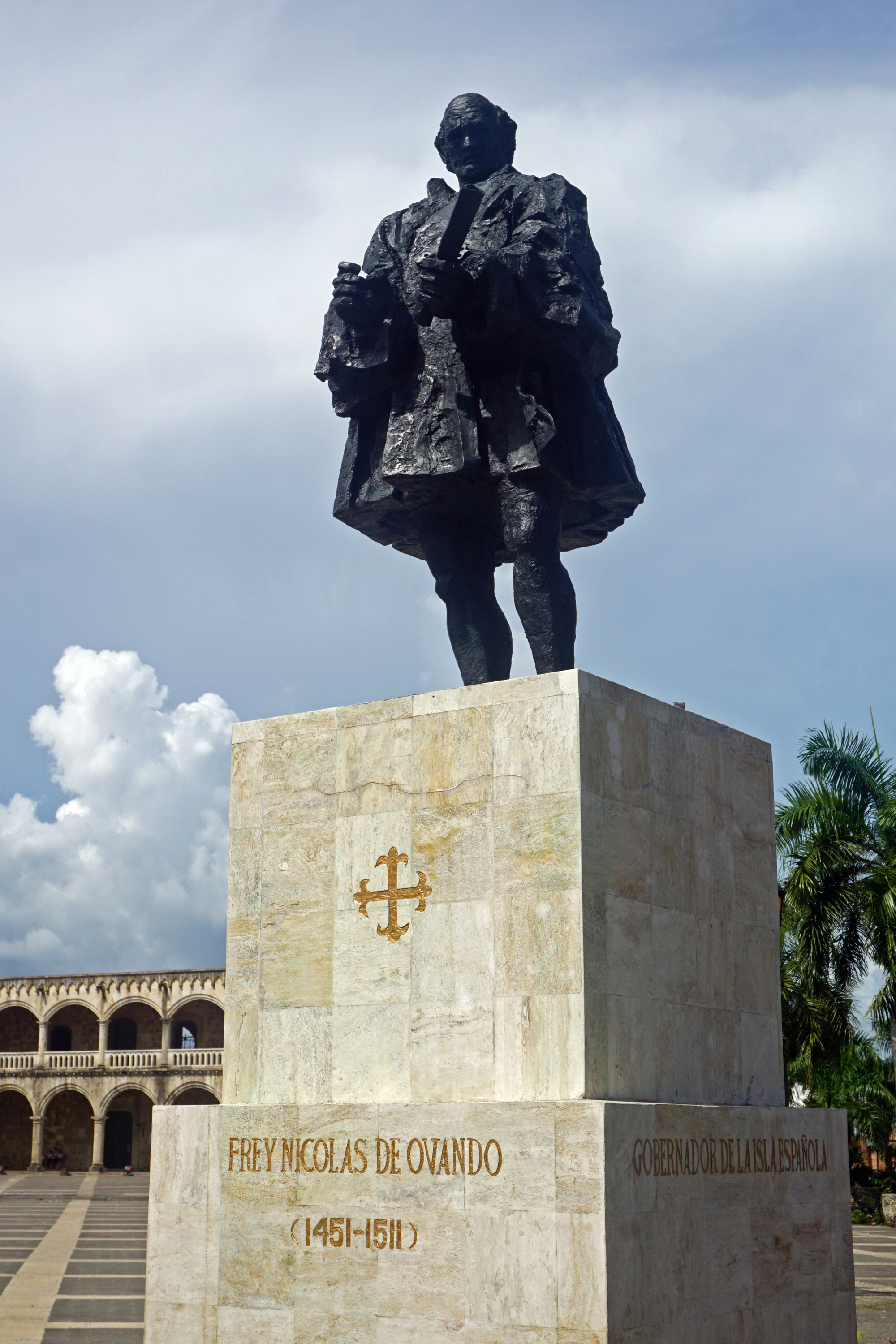
Estatua de Nicolás de Ovando en la Plaza de España, Santo Domingo, República Dominicana.

Ovando fundó (y ordenó la fundación) de varias ciudades en La Española, entre ellas: Compostela de Azua (o Azua de Compostela), Santa María de la Vera Paz, Bayajá (hoy Fuerte Libertad, en Haití), Salvatierra de la Sabana (hoy, Les Cayes, en Haití), Salvaleón de Higüey, Cotuí, Puerto Plata, Santa Cruz de Hicayagua (hoy, Santa Cruz del Seibo, en República Dominicana).
Igualmente desarrolló la industria minera. Introdujo el cultivo de la caña de azúcar, con plantas importadas de las Islas Canarias. Los colonizadores no solo estuvieron interesados en utilizar a la población nativa como servidumbre[cita requerida], sino también para extraer el oro de las minas[cita requerida].
Nicolás de Ovando importó por primera vez esclavos africanos en La Española, a partir de 1502, porque ya según las leyes de entonces los indígenas americanos no podían ser tratados como esclavos. Muchos de los miembros de la élite española solicitaron grupos de esclavos para trabajar como sirvientes en sus casas particulares.
La mayoría de estos esclavos fueron enviados para trabajar en los campos de caña de azúcar. Asimismo, introdujo la encomienda indiana en 1505, es decir, comenzó a repartir indios en régimen de encomiendas. Aunque no debe confundirse con el hecho de que Ovando era Comendador Mayor de la Orden de Alcántara.
Ovando envió a Andrés de Morales para explorar completamente la isla de La Española. Morales completó el mapa de la isla en su totalidad. Sebastián de Ocampo fue enviado en 1506 para averiguar si Cuba era una isla o parte del continente; después de 8 o 10 meses, Ocampo volvió con la información de que Cuba era una isla. En 1508, Juan Ponce de León fue enviado con 50 hombres para conquistar la isla de San Juan (ahora, isla de Puerto Rico).

### Final de su gobernación y muerte
En sus primeros años como gobernador, Ovando había disfrutado de plenos poderes y una autonomía casi total respecto de la metrópoli. Sin embargo, en 1507, al tomar el rey Fernando de Aragón de nuevo el control de Castilla, el poder de Ovando empezó a decaer. Fernando nombró responsable de los asuntos de Indias al obispo Juan Rodríguez de Fonseca, enemigo de Ovando. También sustituyó a numerosos cargos de la administración de Santo Domingo por hombres afines a la Corona; en particular, el nuevo tesorero Miguel de Pasamonte, hombre de confianza del secretario de Fernando.
El 9 de julio de 1509 llegó a Santo Domingo un nuevo gobernador, Diego Colón. Ovando fue sometido a juicio de residencia y tras ello el día siguiente embarcó de vuelta a España. A su regreso fue nombrado comendador mayor de la Orden de Alcántara. Murió el 29 de mayo de 1511 durante una reunión de la Orden en Sevilla (según recoge Gonzalo Fernández de Oviedo en 1518). Fue enterrado en la Iglesia Prioral del Real y Sacro Convento de San Benito, en Alcántara, casa matriz de la Orden.